# NEMO (迫撃砲)

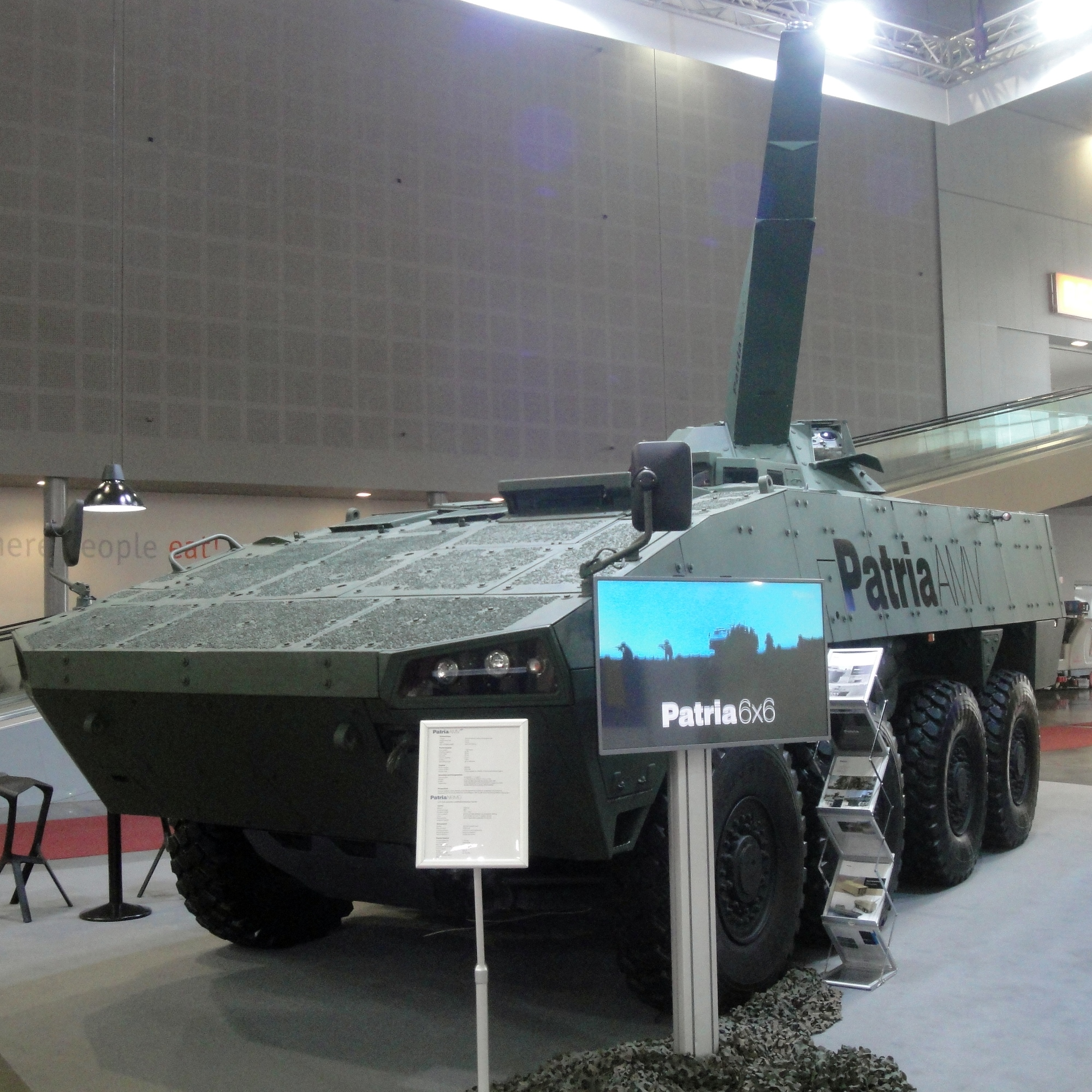
Patria AMV NEMO

NEMO（"NEw MOrtar"の略）は、フィンランドの国防企業パトリアが開発した口径120mmの砲塔式自動迫撃砲である。

## 概要
NEMOは、パトリア社製造の2連装砲塔式120mm自動迫撃砲システム「AMOS」を単装化させる形で開発された。基本的に迫撃砲ユニットはAMOSと同一の設計と性能であるが、単装化でAMOSより軽量化と省スペース化が進み、連射速度は低下している。AMOS譲りの低反動性と直射砲撃能力はそのままに、小型化した砲塔はステルス性を意識した角型デザインとなっており、砲身自体も赤外線放射対策を兼ねたカバーに包まれている。
NEMO自動迫撃砲は、既存の装甲兵員輸送車の屋根部分に組み付けることが可能である他、フィンランド製のユルモ型上陸用舟艇やスウェーデン製のCB 90などの小型艇にも搭載可能である。
最初の採用国はスロベニアであり、同国陸軍がパトリアと2006年12月20日に調印し制式採用したパトリアAMV装輪装甲車135両の内の24両に搭載されている。また、アラブ首長国連邦のAMV、同国海軍が12隻購入した哨戒艇の一部には海軍仕様NEMOが搭載されている。サウジアラビア陸軍は、LAV-II搭載用として36基分のNEMO砲塔装備一式を購入している。ハンガリー陸軍は、KF41リンクス装甲車搭載用として少なくとも24基分のNEMO砲塔を発注した。

## スペック
- 口径：120mm
- 砲身長：3000mm（25口径）
- 仰角：-3°~+85°
- 左右旋回角：360°
- システム重量：1,500kg
- 射撃準備時間：30秒以下
- 移動準備時間：10秒以下
- 連射速度：10発/分（最大）、7発/分（持続射撃）
- 運用要員：3名

## 参照ソース
- http://www.patria.fi